# Peter Gallagher
Peter Killian Gallagher (sinh ngày 19 tháng 8 năm 1955) là một nam diễn viên, nhạc sĩ người Mỹ.
Từ năm 1980, Gallagher đã đóng vai trò trong nhiều bộ phim của Hollywood. Anh được biết đến với vai diễn Sandy Cohen trong bộ phim truyền hình The O.C. từ năm 2003 đến năm 2007, và một vai trò định kỳ là Phó Trưởng William Dodds trong Law & Order: Special Victims Unit.

## Thời thơ ấu
Gallagher sinh ra ở quận Manhattan của Thành phố New York. Mẹ ông, Mary Ann (nhũ danh O'Shea; ngày 23 tháng 8 năm 1915 - 6 tháng 6 năm 2004), là một nhà vi trùng học, và cha ông, Thomas Francis Gallagher, Jr. (10 tháng 6 năm 1912 - 16 tháng 11 năm 1999), là một điều hành quảng cáo. Gallagher là con út trong gia đình ba người con của họ. Ông là người theo Công giáo Ailen và lớn lên ở Armonk, New York. Gallagher tốt nghiệp Đại học Tufts, nơi ông hoạt động trong nhà hát, xuất hiện trong các chương trình như Công ty Stephen Sondheim và hát với nhóm a cappella nam Beelzebubs.